# Propuesta de asamblea constituyente en Perú de 2022
El Proyecto de Ley 1840/2021-PE fue presentado por el gobierno de Pedro Castillo al Congreso de la República del Perú el 25 de abril de 2022 y propuso autorizar someter a referéndum la convocatoria de una asamblea constituyente para elaborar una nueva Constitución Política del Perú. El proyecto recibió el respaldo por congresistas afines al oficialismo Guido Bellido y Waldemar Cerrón.

## Antecedentes

### Aspectos constitucionales
En el Perú, el artículo 206 de la Constitución Política del Perú establece:

Artículo 206 Toda reforma constitucional debe ser aprobada por el Congreso con mayoría absoluta del número legal de sus miembros, y ratificada mediante referéndum. Puede omitirse el referéndum cuando el acuerdo del Congreso se obtiene en dos legislaturas ordinarias sucesivas con una votación favorable, en cada caso, superior a los dos tercios del número legal de congresistas.

La ley de reforma constitucional no puede ser observada por el Presidente de la República.

La iniciativa de reforma constitucional corresponde al Presidente de la República, con aprobación del Consejo de Ministros; a los congresistas; y a un número de ciudadanos equivalente al cero punto tres por ciento (0.3%) de la población electoral, con firmas comprobadas por la autoridad electoral.

### Primera recolección de firmas para asamblea constituyente
La primera recolección de firmas data del 2000 por una iniciativa de la congresista María Jesús Espinoza Matos con 300 mil supuestos inscritos.
Luego de las propuestas sugeridas de la Comisión de Estudio, en 2003 el Colegio de Abogados de Lima, a mando de Aníbal Torres, propuso la formación de una asamblea constituyente. La propuesta fue rechazada por la Oficina Nacional de Procesos Electorales. Sin embargo, luego de apelarse y que el Jurado Nacional de Elecciones fallara en continuar la propuesta, recolectaron alrededor de dos mil firmas.
La necesidad de una futura asamblea constituyente continuó en el gobierno de Alejandro Toledo, cuando el exministro Javier Valle Riestra animó en demandar una convocatoria sin éxito; a pesar de que tuvo el respaldo de Teófilo Idrogo (presidente del Consejo Nacional de la Magistratura). Uno de los críticos fue Antero Flores Aráoz, que expresó su rechazo cuando el tema llegó a formar parte del Acuerdo Nacional. En agosto de 2004 el primer ministro negó una convocatoria porque, a su parecer, se utiliza «cuando se da un golpe de Estado y se cierra el Congreso».

## Propuesta
El Proyecto de Ley propone agregar el artículo 207 a la Constitución Política del Perú:

Artículo 207 La elaboración y aprobación del proyecto de nueva Constitución está a cargo de una Asamblea Constituyente elegida por el pueblo, cuya propuesta de texto constitucional es sometido a referéndum popular ratificatorio.

La iniciativa de convocatoria a referendum para la elección de miembros de la Asamblea Constituyente corresponde al Presidente de la República con aprobación de/ Consejo de Ministros; o por solicitud de los dos tercios de¡ número legal de Congresistas; o por un número de ciudadanos y ciudadanas equivalente al cero punto tres por ciento (0.3%) de la población electoral nacional.

Dicha iniciativa se remite al Congreso de la República para su aprobación

Del mismo modo, propone incorporar ocho disposiciones transitorias a la Constitución Política, que ya cuenta con tres disposiciones. Entonces, se plantea:
- La cuarta disposición para que el referéndum para una convocatoria a una Asamblea Constituyente se realice en el mismo acto electoral de las Elecciones Regionales y Municipales 2022.
- La quinta disposición para establecer que la pregunta en dicha elección sea: ¿Aprueba usted la convocatoria de una Asamblea Constituyente encargada de elaborar una nueva Constitución Política?
- La sexta disposición para disponer que la convocatoria para la elección de miembros de la Asamblea Constituyente la realice el presidente de la República, mediante Decreto Supremo, con aprobación del Consejo de Ministros. Del mismo modo, los plazos para la elección e instalación de asambleístas.
- La sétima sobre las competencias de la Asamblea Constituyente
- La octava sobre la conformación de la Asamblea, la cual estaría conformada por 130 asambleístas. 
  - 40% de representantes de organizaciones políticas inscritas.
  - 30% de candidatos independientes.
  - 26% de representantes de pueblos indígenas.
  - 4% de representantes de los pueblos afroperuanos.
- La novena sobre la circunscripción electoral especial para los pueblos indígenas
- La décima para el plazo de la elección de la asamblea constituyente
- La undécima sobre los recursos necesarios para la instalación de la Asamblea Constituyente.

## Debate

### Denuncias de plagio
El 26 de abril de 2022, el abogado Diego Pomareda, denunció que el Ejecutivo cometió plagio de un trabajo académico suyo en el proyecto de ley 1840 sobre la Asamblea Constituyente. Explicó que la exposición de motivos del Proyecto de Ley del Ejecutivo contiene extractos de un artículo publicado en la revista LP Derecho.
Ante ello, el ministro de Justicia y Derechos Humanos, Félix Chero, afirmó que se había incurrido en un error de cita.
Del mismo modo, el diario La República también informó que la fórmula legal del Proyecto de Ley contenía copias de un proyecto presentado por la excongresista Rocío Silva-Santisteban en 2020.

### Debate en el Congreso
El Proyecto de Ley fue remitido a la Comisión de Constitución y Reglamento del Congreso el 27 de abril de 2022. Dicha comisión invitó al presidente del Consejo de Ministros, Aníbal Torres para que exponga el proyecto en su sesión del martes 3 de mayo. En dicha sesión, participaron también el expresidente del Tribunal Constitucional, Óscar Urviola y el exoficial mayor del Congreso, César Delgado Guembes.
Cabe señalar que la Comisión de Constitución cuenta con una Comisión Consultiva, integrada por más de treinta personas, entre constitucionalistas, politólogos o políticos de trayectoria. Dentro de esta Comisión, se encuentra el constitucionalista y presidente honorario de la Asociación Peruana de Derecho Constitucional Domingo García Belaúnde, el presidente de la Academia Peruana de Derecho, Raúl Ferrero Costa, cuatro exmagistrados del Tribunal Constitucional (Álvarez Miranda, Eto Cruz, García Toma y Urviola Hani) cinco exministros de Justicia (Blancas Bustamante, Eguiguren Praeli, García Toma, Muñoz y Neyra Zegarra) y siete exparlamentarios (Amprimo Plá, Blancas Bustamante, Borea Odría, Ferrero Costa, Flores Nano, Ghersi Silva y Urviola Hani).
El viernes 6 de mayo de 2022, la Comisión de Constitución y Reglamento aprobó un decreto de archivo del Proyecto de Ley presentado por el Ejecutivo. Dicha medida fue aprobada con 11 votos a favor y 6 en contra.
| Miembro                        | Experiencia                                                                      |
| ------------------------------ | -------------------------------------------------------------------------------- |
| Ernesto Álvarez Miranda        | Constitucionalista. Presidente del Tribunal Constitucional 2012                  |
| Elena Alvites Alvites          | Constitucionalista                                                               |
| Natale Amprimo Plá             | Constitucionalista, Primer Vicepresidente del Congreso 2004-2005                 |
| Carlos Blancas Bustamante      | Laboralista, Ministro de Justicia 1986-1988                                      |
| Alberto Borea Odría            | Constitucionalista, Senador 1990-1992, Diputado 1985-1990                        |
| Ana Lucía Camaiora Iturriaga   | Experta en modernización del Estado                                              |
| Milagros Campos Ramos          | Politóloga                                                                       |
| Edgar Carpio Marcos            | Constitucionalista                                                               |
| Luis Fernando Castillo Córdova | Constitucionalista                                                               |
| Alberto Cruces Burga           | Constitucionalista                                                               |
| Fernando Delgado Alvizuri      | Abogado                                                                          |
| César Delgado Guembes          | Experto en Derecho Parlamentario. Oficial Mayor 2003                             |
| Ángel Delgado Silva            | Experto en Derecho Municipal.                                                    |
| Francisco Eguiguren Praeli     | Constitucionalista. Ministro de Justicia 2011                                    |
| Gerardo Eto Cruz               | Magistrado del Tribunal Constitucional 2007-2014                                 |
| Raúl Ferrero Costa             | Constitucionalista. Senador 1990-1992. Decano - Colegio de Abogados de Lima 1987 |
| Lourdes Flores Nano            | Congresista 1995-2000, Constituyente 1993-1995, Diputada 1990-1992.              |
| Domingo García Belaúnde        | Constitucionalista. Presidente Asociación Peruana de Derecho Constitucional      |
| Víctor García Toma             | Constitucionalista, Presidente del Tribunal Constitucional 2005-2006             |
| Enrique Ghersi Silva           | Abogado, Diputado 1990-1992                                                      |
| Lucas Ghersi Murillo           | Abogado                                                                          |
| Pedro Grandez Castro           | Constitucionalista                                                               |
| Gustavo Gutiérrez Ticse        | Constitucionalista                                                               |
| Carlos Hakansson Nieto         | Constitucionalista                                                               |
| Delia Muñoz Muñoz              | Abogada. Ministra de Justicia 2020                                               |
| Ana Neyra Zegarra              | Abogada. Ministra de Justicia 2020                                               |
| Dante Paiva Goyburu            | Constitucionalista                                                               |
| José Palomino Manchego         | Constitucionalista                                                               |
| Aníbal Quiroga León            | Constitucionalista                                                               |
| Beatriz Ramírez Huaroto        | Constitucionalista                                                               |
| Alejandro Rospigliosi Vega     | Abogado                                                                          |
| Martín Tanaka Gondo            | Politólogo                                                                       |
| Óscar Urviola Hani             | Presidente del Tribunal Constitucional 2012-2015. Diputado 1990-1992             |
| José Manuel Villalobos Campana | Experto en Derecho Electoral                                                     |

El 12 de mayo Perú Libre solicitó desarchivar esta propuesta.